# Kwas weratrowy
Kwas weratrowy – organiczny związek chemiczny, 3,4-dimetoksypochodna kwasu benzoesowego. Występuje w różnych gatunkach ciemiężycy (Veratrum), m.in. w Veratrum sabadilla, oraz w nasionach sabadyli lekarskiej (Schoenocaulon officinale). Stosowany jest do otrzymywania innych związków.

## Otrzymywanie
Kwas weratrowy można otrzymać poprzez utlenianie aldehydu weratrowego nadmanganianem potasu.
Może także zostać otrzymany poprzez ciąg reakcji składający się z trzech etapów:
- sulfonowania kwasu 4-hydroksybenzoesowego,
- działania wodorotlenkiem potasu na tak powstały kwas 4-hydroksy-3-sulfobenzoesowy,
- metylowania otrzymanego kwasu protokatechowego jodkiem metylu w obecności wodorotlenku sodu[8].